# 細帶閃蛺蝶
細帶閃蛺蝶（学名：Apatura metis），是一種在歐亞大陸中出現的蝴蝶。

## 外觀
細帶閃蛺蝶有著黑色的翅膀，其中帶有紅色及黃色的條紋。當觀察者由某一角度看過去時，雄蝶的翅膀會呈現出藍紫色的顏色。

## 系統學
細帶閃蛺蝶屬於小紫蛺蝶亞科、閃蛺蝶屬，其可分成七個亞種：
- Apatura metis metis (歐洲東南部)
- Apatura metis bunea (俄羅斯南歐地區、高加索)
- Apatura metis substituta (日本)
- Apatura metis irtyshika (西伯利亞西南部、哈薩克)
- Apatura metis separata (外貝加爾山脈)
- Apatura metis heijona (韓國與黑龍江、烏蘇里江一帶)
- Apatura metis doii (千島群島)

## 棲地和生態
細帶閃蛺蝶通常棲息在森林裡，且通常會在靠近河流的地方出沒。雌性的細帶閃蛺蝶，其生命中的大部份時間都在樹葉裡度過。細帶閃蛺蝶的最大棲地在匈牙利南部的德門科森林。儘管牠們是歐洲最稀有的動物之一，也可以在德門科森林裡見到很多的數量。在歐洲，細帶閃蛺蝶通常有一次、有時會有兩次的繁殖期，第一次是在五、六月時，第二次則是在七、八月時。其幼蟲以柳樹為食。
細帶閃蛺蝶在歐洲被很嚴格地保護著。一隻的價錢為五萬福林，相當於238美元、新台幣七千五百元。